# ダニエル・ドゥアルテ
- ダニエル・デュアルテ

ダニエル・フランシスコ・ドゥアルテ（Daniel Francisco Duarte, 1996年12月4日 - ）は、メキシコ・ソノラ州ワタバンポ出身のプロ野球選手（投手）。右投右打。MLBのミネソタ・ツインズ所属。

## 経歴

### プロ入りとレンジャーズ傘下時代
2013年7月2日テキサス・レンジャーズと契約しプロ入り。
2015年は傘下ルーキー級アリゾナリーグ（AZL）のAZLレンジャーズで4試合（うち先発2試合）に登板し、0勝1敗、防御率5.68という成績だった。
2016年は傘下ルーキー級ドミニカン・サマーリーグ（DSL）のDSLレンジャーズで12試合（うち先発11試合）に登板し、6勝3敗、防御率3.05という成績だった。
2017年4月18日にリーガ・メヒカーナ・デ・ベイスボル（LMB）のキンタナロー・タイガースにレンタル移籍。37試合に登板して6勝1敗13ホールド、防御率1.96という好成績を残した。9月30日にレンタル期間が終了してレンジャーズ傘下に復帰した。オフはメキシコのウィンターリーグ（LMP）に参加してヤキス・デ・オブレゴンに所属した。

### ロイヤルズ傘下時代
2017年12月12日に行われたルール・ファイブ・ドラフトのマイナーリーグフェイズにおいて、カンザスシティ・ロイヤルズから指名されて移籍した。
2018年3月31日にキンタナロー・タイガースに再びレンタル移籍。6月30日まで在籍し、21試合に登板して2勝1敗6ホールド、防御率4.26という成績だった。ロイヤルズ復帰後は傘下ルーキー級アイダホ・フォールズ・チュカーズと傘下A級レキシントン・レジェンズで合計13試合に登板し、1勝1敗1セーブ1ホールド、防御率1.05という成績をだった。オフはLMPのカニェロス・デ・ロス・モチスに所属した。
2019年は傘下マイナー3球団（ルーキー級、A級、A+級）で合計17試合に登板して、2勝0敗、防御率5.60の成績に終わり、10月19日に自由契約となった。オフはLMPのカニェロス・デ・ロス・モチスに所属した。

### レッズ傘下時代
2020年1月28日にキンタナロー・タイガースと契約したが、2月7日に契約を解除し、2月8日にシンシナティ・レッズとマイナー契約を結んだ。しかし、新型コロナウイルスの感染拡大の影響でマイナーリーグの開催が中止となったため、この年は公式戦でプレーすることはなく、6月1日に自由契約となった。オフはLMPのカニェロス・デ・ロス・モチスに所属した。

### メキシカンリーグ時代
2021年5月20日リーガ・メヒカーナ・デ・ベイスボルのモンクローバ・スティーラーズと契約した。モンクローバでは13試合に登板して、1勝0敗、防御率0.64という成績を残した。

### レッズ時代
2021年6月24日にシンシナティ・レッズとマイナー契約を結んだ。AAA級ルイビル・バッツなど傘下4球団合計で19試合に登板し、2勝2敗8セーブ、防御率4.56という成績を残した。また東京オリンピックの野球メキシコ代表に選出された。オフの11月19日にはメジャー契約を結んで40人枠入りした。オフはLMPのカニェロス・デ・ロス・モチスに所属した。
2022年は4月8日のアトランタ・ブレーブス戦でメジャー初登板を果たしたが、3試合に登板したが防御率10.13と結果を残せず、4月13日にマイナー降格。4月16日に右肘の故障のため10日間の故障者リスト入りし、4月23日に60日間の故障者リストに切り替えられた。オフの11月18日にノンテンダーFAとなったが、同月22日にマイナー契約でレッズと再契約を結んだ。2023年6月23日にアクティブ・ロースター入りした。

### レッズ退団後
2024年1月16日に金銭トレードでテキサス・レンジャーズに移籍した。しかし、その10日後にデビッド・ロバートソンとトラビス・ジャンコウスキーを獲得したことに伴い、DFAとなった。

### ツインズ時代
2024年2月2日にウェイバー公示を経てライアン・ジェンセンと入れ替わる形でミネソタ・ツインズに移籍した。

## 詳細情報

### 年度別投手成績
| 年 度    | 球 団    | 登 板 | 先 発 | 完 投 | 完 封 | 無 四 球 | 勝 利 | 敗 戦 | セ 丨 ブ | ホ 丨 ル ド | 勝 率 | 打 者 | 投 球 回 | 被 安 打 | 被 本 塁 打 | 与 四 球 | 敬 遠 | 与 死 球 | 奪 三 振 | 暴 投 | ボ 丨 ク | 失 点 | 自 責 点 | 防 御 率 | W H I P |
| -------- | -------- | ----- | ----- | ----- | ----- | -------- | ----- | ----- | -------- | ----------- | ----- | ----- | -------- | -------- | ----------- | -------- | ----- | -------- | -------- | ----- | -------- | ----- | -------- | -------- | ------- |
| 2022     | CIN      | 3     | 0     | 0     | 0     | 0        | 0     | 0     | 0        | 0           | ----  | 14    | 2.2      | 3        | 1           | 3        | 0     | 0        | 2        | 0     | 0        | 3     | 3        | 10.13    | 2.25    |
| 2023     | CIN      | 31    | 0     | 0     | 0     | 0        | 3     | 0     | 1        | 2           | 1.000 | 136   | 31.2     | 24       | 5           | 20       | 0     | 1        | 23       | 1     | 0        | 14    | 13       | 3.69     | 1.39    |
| 2024     | MIN      | 2     | 0     | 0     | 0     | 0        | 1     | 0     | 0        | 0           | 1.000 | 15    | 4.0      | 2        | 1           | 1        | 0     | 0        | 3        | 0     | 0        | 1     | 1        | 2.25     | 0.75    |
| MLB：3年 | MLB：3年 | 36    | 0     | 0     | 0     | 0        | 4     | 0     | 1        | 2           | 1.000 | 165   | 38.1     | 29       | 7           | 24       | 0     | 1        | 28       | 1     | 0        | 18    | 17       | 3.99     | 1.38    |

- 2024年度シーズン終了時

### 年度別守備成績
| 年 度 | 球 団 | 投手（P） | 投手（P） | 投手（P） | 投手（P） | 投手（P） | 投手（P） |
| 年 度 | 球 団 | 試 合     | 刺 殺     | 補 殺     | 失 策     | 併 殺     | 守 備 率  |
| ----- | ----- | --------- | --------- | --------- | --------- | --------- | --------- |
| 2022  | CIN   | 3         | 0         | 0         | 0         | 0         | ----      |
| 2023  | CIN   | 31        | 3         | 3         | 0         | 0         | 1.000     |
| 2024  | MIN   | 2         | 1         | 0         | 0         | 0         | 1.000     |
| MLB   | MLB   | 36        | 4         | 3         | 0         | 0         | 1.000     |

- 2024年度シーズン終了時

### 背番号
- 41 (2022年 - 2023年)

### 代表歴
- 2020年東京オリンピックの野球競技・メキシコ代表